# 宋書
『宋書』（そうじょ、そうしょ）は、中国南朝の宋の60年間について書かれた歴史書。宋・斉・梁に仕えた沈約（441年 - 513年）が南朝斉の武帝に命ぜられて編纂した。本紀10巻・列伝60巻・志30巻の計100巻からなる紀伝体。二十四史の一つ。
南朝宋のうちに何承天・山謙之・蘇宝生・徐爰らが『宋書』を書いており、沈約はそれらを元に作業することができた。本紀・列伝は1年ほどで完成したが、志の完成には10年の歳月がかかり、完成は梁代に入ってからになる。南朝宋が滅亡（479年）して間もない、まだ多くの関係者が存命の時代に編纂されたために同時代資料を多く収録しており、資料的価値は高い。
北宋の時代には欠落が多くなっていたため、『南史』や高氏（高峻）『小史』などの書を使って補ったという。
日本については「夷蛮伝」（いばんでん）の記述の中に、倭の五王と呼ばれる日本の支配者から朝貢が行われたことが記されており、この時代の日本の貴重な資料となっている。なお、「夷蛮伝」は早くに散逸し、遠く10世紀の趙匡胤の宋代に補われた可能性が指摘されている。

## 内容

### 本紀
1. 本紀第一 - 武帝上
2. 本紀第二 - 武帝中
3. 本紀第三 - 武帝下
4. 本紀第四 - 少帝
5. 本紀第五 - 文帝
6. 本紀第六 - 孝武帝
7. 本紀第七 - 前廃帝
8. 本紀第八 - 明帝
9. 本紀第九 - 後廃帝
10. 本紀第十 - 順帝

### 志
1. 志第一 - 志序・律暦上
2. 志第二 - 律暦中
3. 志第三 - 律暦下
4. 志第四 - 礼一
5. 志第五 - 礼二
6. 志第六 - 礼三
7. 志第七 - 礼四
8. 志第八 - 礼五
9. 志第九 - 楽一
10. 志第十 - 楽二
11. 志第十一 - 楽三
12. 志第十二 - 楽四
13. 志第十三 - 天文一
14. 志第十四 - 天文二
15. 志第十五 - 天文三
16. 志第十六 - 天文四
17. 志第十七 - 符瑞上
18. 志第十八 - 符瑞中
19. 志第十九 - 符瑞下
20. 志第二十 - 五行一
21. 志第二十一 - 五行二
22. 志第二十二 - 五行三
23. 志第二十三 - 五行四
24. 志第二十四 - 五行五
25. 志第二十五 - 州郡一
26. 志第二十六 - 州郡二
27. 志第二十七 - 州郡三
28. 志第二十八 - 州郡四
29. 志第二十九 - 百官上
30. 志第三十 - 百官下

### 列伝
1. 列伝第一 后妃 - 孝穆趙皇后・孝懿蕭皇后・武敬臧皇后・武帝張夫人・少帝司馬皇后・武帝胡婕妤・文元袁皇后・文帝路淑媛・孝武文穆王皇后・前廃帝何皇后・文帝沈婕妤・明恭王皇后・明帝陳貴妃・後廃帝江皇后・明帝陳昭華・順帝謝皇后
2. 列伝第二 - 劉穆之・王弘
3. 列伝第三 - 徐羨之・傅亮・檀道済
4. 列伝第四 - 謝晦
5. 列伝第五 - 王鎮悪・檀韶・向靖・劉懐慎・劉粋
6. 列伝第六 - 趙倫之・王懿・張邵
7. 列伝第七 - 劉懐粛・孟懐玉・劉敬宣・檀祗
8. 列伝第八 - 朱齢石・毛脩之・傅弘之
9. 列伝第九 - 孫処・蒯恩・劉鍾・虞丘進
10. 列伝第十 - 胡藩・劉康祖・垣護之・張興世
11. 列伝第十一 宗室 - 長沙景王道憐・臨川烈武王道規・営浦侯遵考
12. 列伝第十二 - 庾悦・王誕・謝景仁・謝述・袁湛・袁豹・褚淡之・褚叔度
13. 列伝第十三 - 張茂度・庾登之・謝方明・江夷
14. 列伝第十四 - 孔季恭・羊玄保・沈曇慶
15. 列伝第十五 - 臧燾・徐広・傅隆
16. 列伝第十六 - 謝瞻・孔琳之
17. 列伝第十七 - 蔡廓
18. 列伝第十八 - 王恵・謝弘微・王球
19. 列伝第十九 - 殷淳・張暢・何偃・江智淵
20. 列伝第二十 - 范泰・王准之・王韶之・荀伯子
21. 列伝第二十一 武三王 - 廬陵孝献王義真・江夏文献王義恭・衡陽文王義季
22. 列伝第二十二 - 羊欣・張敷・王微
23. 列伝第二十三 - 王華・王曇首・殷景仁・沈演之
24. 列伝第二十四 - 鄭鮮之・裴松之・何承天
25. 列伝第二十五 - 吉翰・劉道産・杜驥・申恬
26. 列伝第二十六 - 王敬弘・何尚之
27. 列伝第二十七 - 謝霊運
28. 列伝第二十八 武二王 - 彭城王義康・南郡王義宣
29. 列伝第二十九 - 劉湛・范曄
30. 列伝第三十 - 袁淑
31. 列伝第三十一 - 徐湛之・江湛・王僧綽
32. 列伝第三十二 文九王 - 南平穆王鑠・建平宣簡王宏・晋熙王昶・始安王休仁・晋平剌王休祐・鄱陽哀王休業・臨慶沖王休倩・新野懐王夷父・巴陵哀王休若
33. 列伝第三十三 - 顔延之
34. 列伝第三十四 - 臧質・魯爽・沈攸之
35. 列伝第三十五 - 王僧達・顔竣
36. 列伝第三十六 - 朱修之・宗愨・王玄謨
37. 列伝第三十七 - 柳元景・顔師伯・沈慶之
38. 列伝第三十八 - 蕭思話・劉延孫
39. 列伝第三十九 文五王 - 竟陵王誕・廬江王禕・武昌王渾・海陵王休茂・桂陽王休範
40. 列伝第四十 孝武十四王 - 豫章王子尚・晋安王子勛・松滋侯子房・臨海王子頊・始平孝敬王子鸞・永嘉王子仁・始安王子真・邵陵王子元・斉敬王子羽・淮南王子孟・晋陵孝王子雲・南海哀王子師・淮陽思王子霄・東平王子嗣・武陸王賛
41. 列伝第四十一 - 劉秀之・顧琛・顧覬之
42. 列伝第四十二 - 周朗・沈懐文
43. 列伝第四十三 - 宗越・呉喜・黄回
44. 列伝第四十四 - 鄧琬・袁顗・孔覬
45. 列伝第四十五 - 謝荘・王景文
46. 列伝第四十六 - 殷孝祖・劉勔
47. 列伝第四十七 - 蕭恵開・殷琰
48. 列伝第四十八 - 薛安都・沈文秀・崔道固
49. 列伝第四十九 - 袁粲
50. 列伝第五十 明四王 - 邵陵殤王友・随陽王翽・新興王嵩・始建王禧
51. 列伝第五十一 孝義 - 龔穎・劉瑜・賈恩・郭世道・厳世期・呉逵・潘綜・張進之・王彭・蔣恭・徐耕・孫法宗・范叔孫・卜天与・許昭先・余斉民・孫棘・何子平
52. 列伝第五十二 良吏 - 王鎮之・杜慧度・徐豁・陸徽・阮長之・江秉之
53. 列伝第五十三 隠逸 - 戴顒・宗炳・周続之・王弘之・阮万齢・孔淳之・劉凝之・龔祈・翟法賜・陶潜・宗彧之・沈道虔・郭希林・雷次宗・朱百年・王素・関康之
54. 列伝第五十四 恩倖 - 戴法興・戴明宝・徐爰・阮佃夫・王道隆・楊運長
55. 列伝第五十五 索虜 - 北魏
56. 列伝第五十六 鮮卑吐谷渾 - 吐谷渾
57. 列伝第五十七 夷蛮 - 林邑国・扶南国・師子国・天竺・高句驪国・百済国・倭国・荊雍州蛮・豫州蛮
58. 列伝第五十八 氐胡 - 略陽清水氐楊氏・胡大沮渠蒙遜
59. 列伝第五十九 二凶 - 元凶劭・始興王濬
60. 列伝第六十 自序 - 沈警・沈田子・沈亮・沈林子・沈邵・沈璞・沈伯玉